# Sancta Maria Alemannorum
A Sancta Maria Alemannorum (lat. ’Német Szűz Mária’ vagy ’németek Szűz Máriája’) keresztes korabeli, romos állapotú hajdani katolikus templom Jeruzsálem óvárosában, a mai zsidó negyedben. A 12. század első felében alapított, bazilikális elrendezésű, román stílusú templomot a szentföldi németek működtették, akik ispotályt és zarándokszállást is építettek a szentély mellé. Az épületegyüttes 1187-ig, a keresztes Jeruzsálem elestéig üzemelt eredeti funkciójában; ezután az enyészeté lett. Feltárása és régészeti parkká alakítása az 1967-ben kezdődő, a zsidó negyedben végzett régészeti munkálatokhoz kötődik.

## Leírása
A Sancta Maria Alemannorum a keresztes Jeruzsálem német negyedének keleti lejtőjén, a Templom-hegy délkeleti részéhez és az ottani Templum Salomonishoz vezető Németek utcájában épült; ezt a területet ma a zsidó negyed foglalja el. Nem messze tőle állt a jeruzsálemi németek másik temploma, a St. Thomas Alemannorum. A Sancta Maria Alemannorum egy nagyobb komplexum részét képezte: délről egy emeletes csarnok, észak felől egy másik ház tartozott hozzá, valamint esetleg a templomtól délre és nyugatra feltárt keresztes korabeli épületek is a Sancta Maria Alemannoruméi lehettek. Maga a templom román stílusú, keletelt, s a szentföldi keresztes építészetben népszerű bazilikális elrendezésű: a főhajót a két mellékhajótól három-három darab, 1 m × 1 m-es négyzet alaprajzú oszlop választotta el. Ezek közül csak a szentélyhez legközelebb eső oszloppár talapzata maradt eredeti helyén; rajtuk kívül a nyugati fal két pilasztere is megőrződött. Az in situ található „könyökoszlopok” – a jeruzsálemi keresztes építészet vívmányai: behajlított könyök formájú gyámkövek díszesen faragott oszlopfővel – arra utalnak, hogy a főhajót dongaboltozat fedte. A könyökoszlopok főjét levélmotívumok ékesítették.
Mindhárom hajót félköríves, ablakos apszis zárta. A középső apszis ablaka alacsony, ám széles, nem túl hegyes csúcsban végződő íve jórészt rekonstrukció. A szélső apszisokban kettő-kettő ablak ült egymás fölött, ezek magasak és keskenyek. D. Pringle művészettörténész azt feltételezi, a középső apszisban is két ablak lehetett függőlegesen. Az apszisokban egy-egy oltár állhatott, hasonlóan többek között a Szent Anna-templomhoz. A szentély padlózata a hajókéhoz képest egy lépcsőfoknyival magasabban volt, az apszisfalak mentén kőpad futott körbe. A lejtős domborzati viszonyok miatt a szentélyt alulról egy 5 méteres belmagasságú, boltozatos helyiség támasztotta alá, melyet a keresztes korszak után beköltöző lakók víztározóként hasznosítottak. Az északi apszis falának alsó részében fehér alapon sötétbarna mintás freskómaradványok nyomaira bukkantak, de stílusukat és keletkezési idejüket nem lehet megállapítani. A faragott mészkőtömbökből rakott falak 1,5–2 m vastagok voltak. Az északi apszisban maradt meg épen a legmagasabb falszakasz: ez 4,9 méterig, a geometrikus mintázatú geiszonig nyúlik. A padló kétrétegű: az alsó döngölt agyag, a felső, a templom keleti és középső részén épségben megmaradt réteg fehér, 20 × 20 cm-es kőlapos burkolat. Kettős rétege arra enged következtetni, hogy a templomot két fázisban építették.
A templom alapterülete A. Ovadiah mérései szerint hozzávetőleg 20 × 12 m: a főhajó 5 m, a mellékhajók 3,5 m szélesek; a középső apszis 2,6 m, a szélsők 2 m mélyek. D. Pringle ugyanezen viszonylatokra a következő számokat közli: alapterület 23 × 15,6 m; a főhajó szélessége 4 m, a mellékhajóké 2,8 m, a középső apszisé 3,36 m, az oldalsóké 2 m.
A nyugati oldalon, a szentéllyel ellentétesen három bejárata volt a templomnak: a középső, a főbejárat román stílusú, magas és széles (2,9 × 1,15 m); a mellékhajókba nyíló két szélső alacsonyabb, keskenyebb (0,8 m) és egyszerűbb. A baloldali kapu alá 10 méter mély ciszternát vájtak. A templom északi oldalából négy ajtó nyílott az ottani épület felé; a déli részen a második boltozat alól három lépcsőfokos, széles boltíves átjáró vezetett át az ispotálycsarnok felső szintjére. A déli apszis külső falában 1,2 m széles, 2,6 m magas boltíves fülkét alakítottak ki, keretét két faragott gyámkő zárta. A fülke eredeti funkciója ismeretlen; egy későbbi beavatkozás során 1 m széles nyílást ütöttek rajta, ezáltal teremtve bejárót az apszisba.
A tető nem maradt meg, de a korszakra jellemző nyeregtető lehetett. A feltárást vezető A. Ovadiah nem tartja kizártnak, hogy a nyugati oldalon egykoron harangtorony magasodhatott.

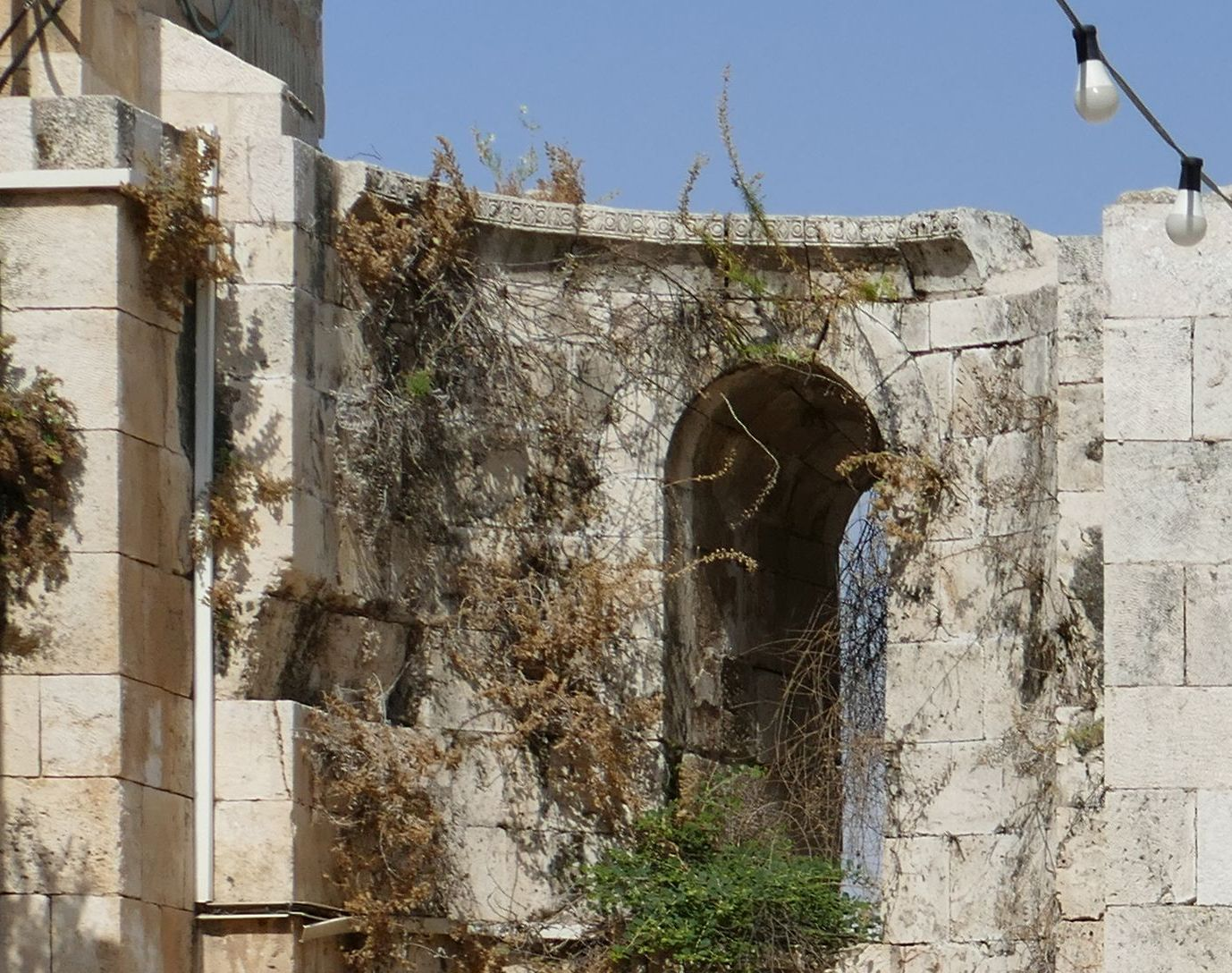
A legmagasabb épen maradt falszakasz az északi apszisban. Felül a geiszon szegélyezi
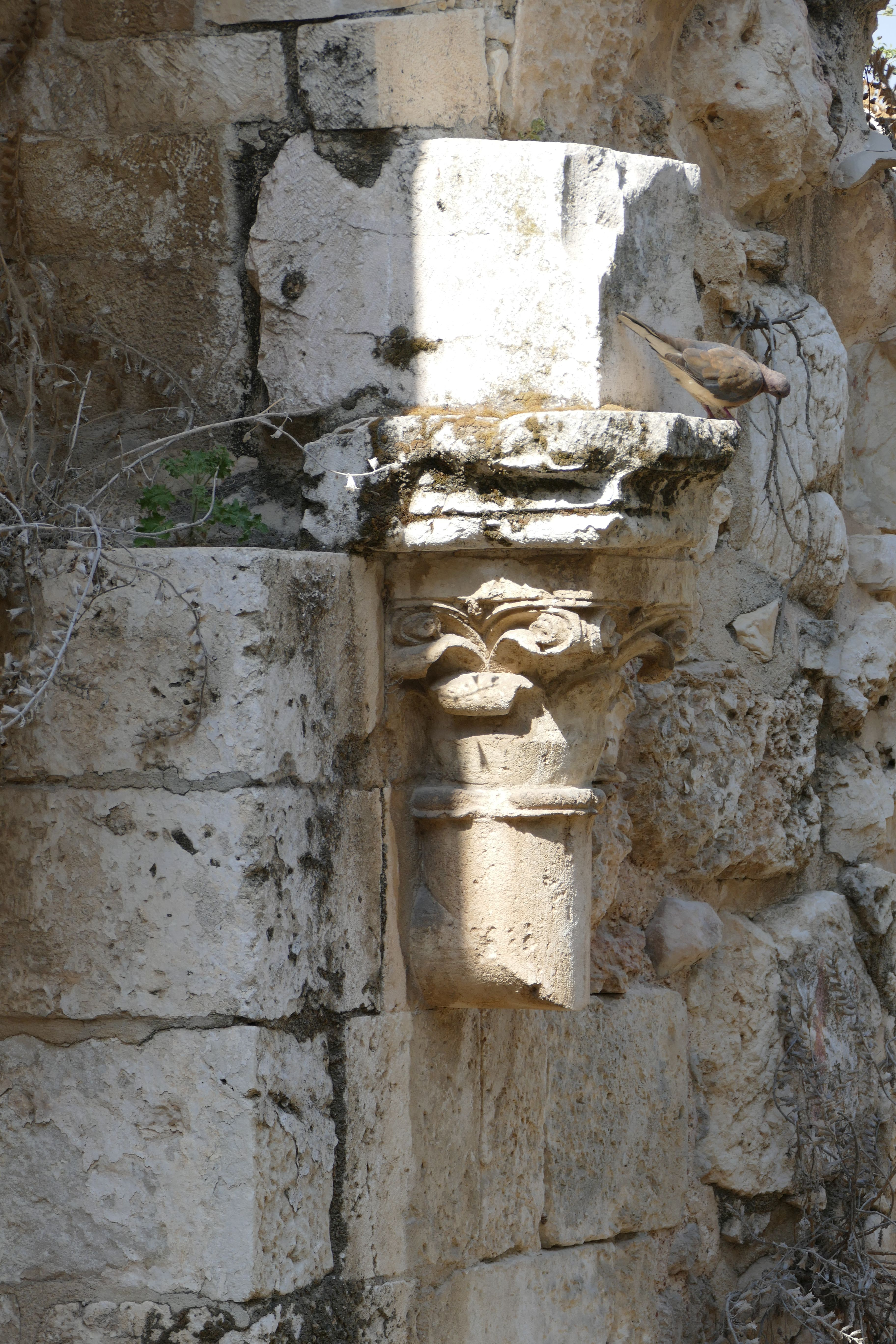
Levélmotívummal ékesített könyökoszlop, a keresztes építészet vívmánya
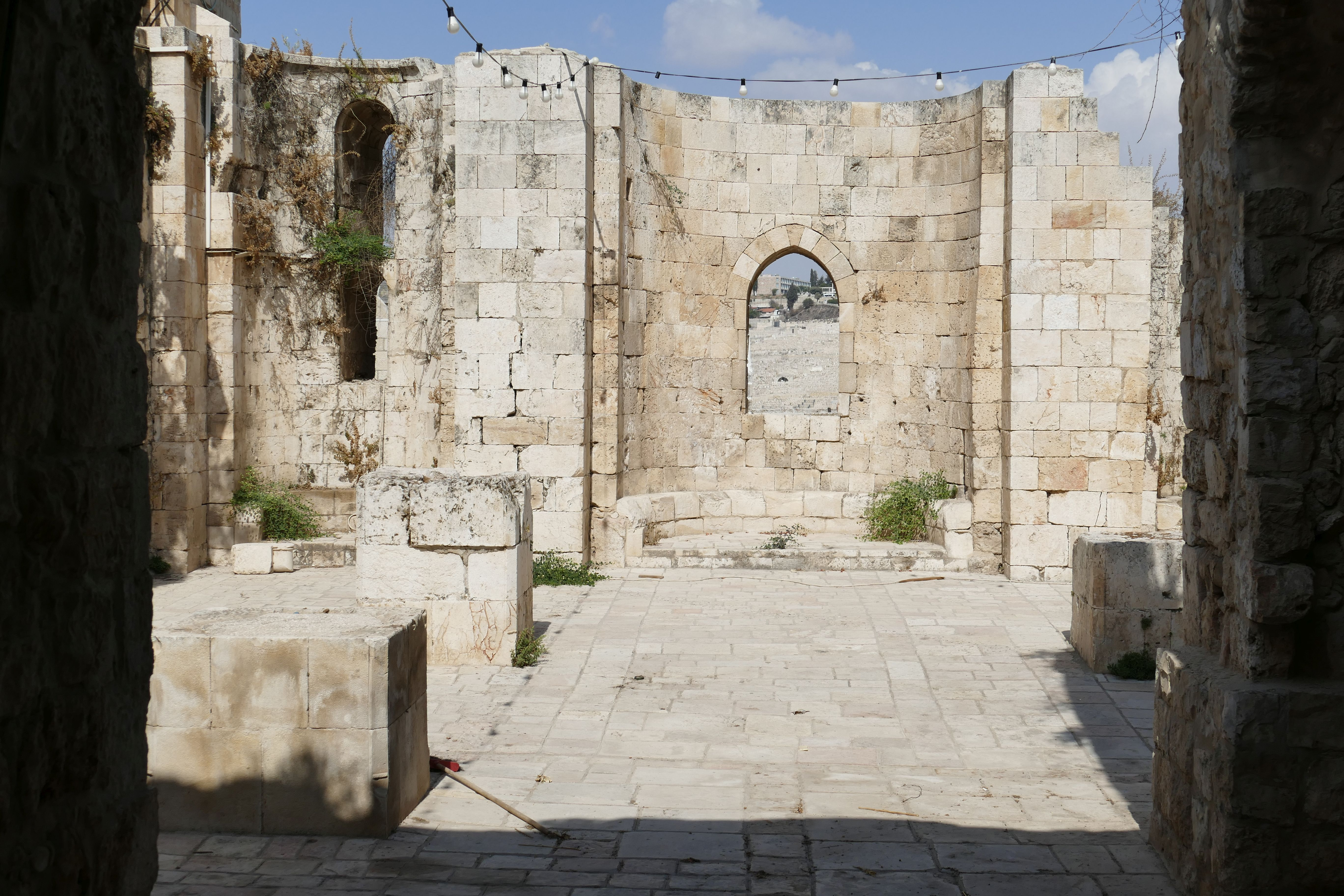
A főhajó és a bal oldali mellékhajó
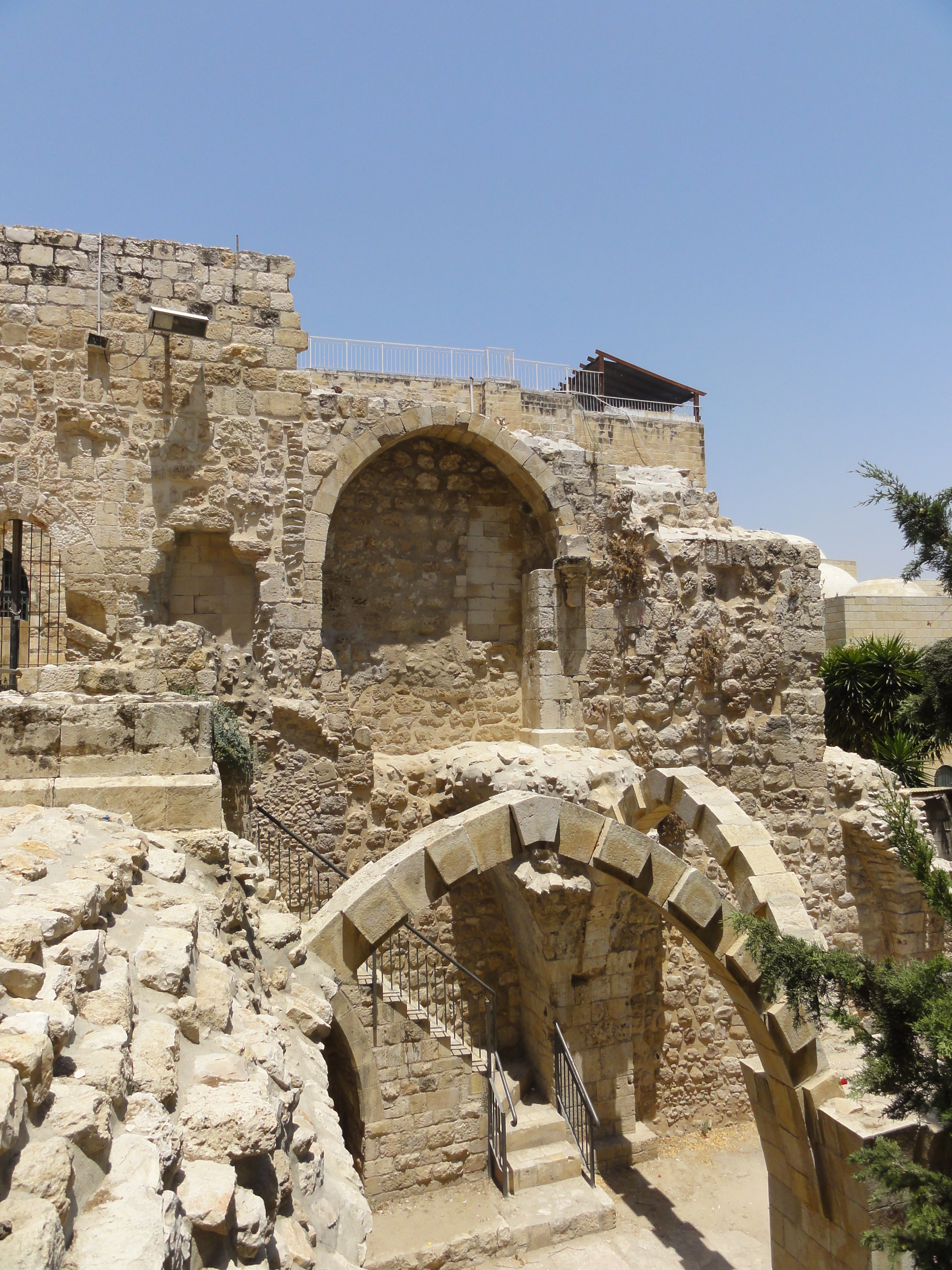
A déli, emeletes csarnok maradványai. A két alsó boltív rekonstrukció; a felső harmadik, melyet könyökoszlop tart, eredeti

### A templomhoz tartozó épületek
A templom mindkét oldalán szintúgy a keresztes korszakból származó, a kelet–nyugat tengelyre fekvő épület állt. Az északi oldali hozzávetőleg a templommal azonos vonalban kezdődött, de hosszabb volt nála; a déli csarnok is túlnyúlott a templomon, de nyugati fala beljebb esett a temploménál.
A déli oldal kétszintes csarnokát illetően a történeti források nem egyértelműek arra vonatkozólag, ez zarándokházként vagy ispotályként működött-e; az épületek feltárását végző régészek szerint utóbbiként, míg előbbi funkcióját a templom északi oldalán lévő, fel nem tárt épület töltötte be. D. Pringle ezzel szemben az északi épületet mondja az ispotálynak és zarándokháznak, a délit pedig az ott szolgáló testvérek dormitóriumának és refektóriumának gondolja. A csarnok 20 × kb. 11 m-es alsó szintjét három főpillér tagolta két széles folyosóra, illetve folyosónként négy-négy keresztboltozatra. A boltíveket a középen elhelyezkedő három oszlopon kívül nyolc további falpillér tartotta. A folyosók keleti végén egy-egy ablak volt, s további egy ablak nézett az épület déli sarkából az utcára; eredetileg a déli fal mind a négy boltozata alatt egy-egy ablak lehetett. Az alsó szintre a templom déli oldalának támaszkodó lépcsőn lehetett lejutni. Az emelet hasonló elrendezésű és szélességű, de kissé hosszabb (27 m) és díszesebb volt: egymástól körülbelül 3 méterre álló, négyzetes oszlopokra nehezedett a bordás keresztboltozatos mennyezet. A kolumnák a templomhoz hasonlóan itt is könyökoszlopok; lekerekített talapzatuk alatt hellenisztikus korból származó falmaradványok fellelhetőek; vélhetően a mamelukok idejében erre az alépítményre egészében megőrzött vakolt falat húztak fel. A keresztes korabeli kapuk ilyenformán nem maradtak meg, de valószínűleg a nyugati falban is nyílt ajtó az utcaszintre. További bejárat található a csarnoknak a templomon túlnyúló északi falszakaszán; az ajtóhoz a templom keleti fala, tehát az apszisok mellett épített boltíven támaszkodó lépcső vezetett fel.
A templom északi felén álló ház viszonylag nagy méretű, 21 m × 36 m-es, téglalap alakú, udvaros épület lehetett. Bejárata a nyugati utcafrontra nézett. Az esővíz gyűjtésére öt ciszternát alakítottak ki alatta, ezekben főként a 13. században készült kerámiákat találtak.
Az alapterület alapján Piers D. Mitchell, az orvoslás történetével is foglalkozó régész szerint a Sancta Maria Alemannorum kórháza az ágyak összezsúfolása esetén 100-150, szellősebb elhelyezés mellett 30-50 felnőtt beteget tudott fogadni egyszerre.

## Története
A 13. század első felében író Vitry Jakab francia teológus és krónikás tudomása szerint az első keresztes hadjárat után nem sokkal egy Jeruzsálemben letelepedő német ember és a felesége ispotályt és hozzá tartozó templomot hozott létre a városban, kifejezetten német honfitársaik számára. Ezt a Sancta Maria Alemannorum templomával és kórházával szokás azonosítani. Egy, az 1380-as évekre datált forrás 1127-re teszi az alapítás évét, és említ egy további, a német nőknek fenntartott ispotályt is. Időben a legkorábbi beszámoló az 1160-as évek végén a Szentföldre elzarándokoló Würzburgi Jánostól, egy német paptól származik, akinek úti leírásában már szerepel a Sancta Maria Alemannorum: „[van ebben az utcában] egy ispotály egy templommal, melyet újonnan építettek Szűz Mária tiszteletére, s a »Német háznak« hívják. Kevés olyan nem németajkú van, ha akad egyáltalán, aki adományt juttatna neki.” Az újkori történészek többsége az 1127–28. esztendőt adja meg a templomalapítás időpontjaként, ám D. Pringle művészettörténész rámutat arra, hogy Vitry Jakab leírása alapján a templom valamivel későbbi az ispotálynál.
Talán az alapítók házaspár mivolta miatt a német intézmény nem fejlődött egyházi renddé. A németek és a johanniták ispotályai mindazonáltal valószínűleg vetélkedhettek egymással, elsősorban a működéshez szükséges adományokért; a versengés megszüntetésének érdekében 1143 decemberében II. Celesztin pápa a német ispotály perjelét és az ott szolgáló testvéreket (servientes) – a német ispotály külön identitásának megőrzése mellett – a johanniták mesterének fennhatósága alá rendelte. A külön identitás azt takarta, hogy a perjel és segítői, valamint az intézményben elszállásoltak és ápoltak ezentúl is német etnikumúak voltak. VI. Welf spoletói herceg 1167-es látogatása a templomban és az ispotályban pénz-, föld- és terményadományokat hozott az ottani német testvéreknek. 1176-ban a templomban, valószínűleg az északi oldalhajó apszishoz közeli fülkéjében temették el a jeruzsálemi zarándoklaton életét vesztő Zsófia bentheimi grófnőt. Amalrik jeruzsálemi király 1177-es oklevele említi a német ispotály birtokait és gazdaságait. Az iratban szereplő nabluszi cukornádból szirupos orvosságot, úgynevezett elektuáriumot főztek a betegeknek.
Asher Ovadiah a templom pusztulását 1187-re teszi, Szaladin egyiptomi szultán seregei ekkor foglalták el Jeruzsálemet a keresztesektől. Meir Ben Dov történész szerint Szaladin hódításakor mindössze keresztény templom funkcióját vették el az épületnek; részleges pusztulása Szaladin unokaöccse, al-Muazzam Ísza damaszkuszi emír nevéhez köthető, aki 1219-ben Jeruzsálem védműveit és számos más épületét leromboltatta; a végső csapást pedig a mamelukok hatalomra jutása jelentette. Nem ismeretes, az 1187-es ostrom után mi lett a német ispotályban és templomban szolgáló papok, testvérek sorsa − talán Európába menekültek, erre utalhat III. Kelemen pápának a „jeruzsálemi Szűz Mária-templom német testvéreit” az egyházfő védelme alá vevő, 1191. február 6-ai dokumentuma. Akkon 1189–91-es ostroma alatt német keresztes lovagok alapítottak egy másik szentföldi német ispotályt, mely hamarosan a Német Lovagrenddé nőtte ki magát. Noha a teuton legendák, illetve például II. András magyar király 1211 körüli kiváltságlevelei folytonosságot tételeznek a jeruzsálemi és az akkoni német lovagrend között, a történészi konszenzus szerint sem személyi, sem birtokbeli kapcsolat nem volt a két alapítás között. A teuton lovagrend csak 1229 áprilisában – miután Jeruzsálem visszakerült keresztény fennhatóság alá a hatodik keresztes hadjárat eredményeként – kapta meg II. Frigyes német-római császártól a hajdani jeruzsálemi német ispotályt és annak birtokait. Az adomány ellen az 1143-as, a templomot és az ispotályt a johanniták alá rendelő pápai rendelkezésre hivatkozva a johanniták 1229-ben és 1239-ben is tiltakoztak az aktuális pápánál; panaszuk mindkét alkalommal elutasításra talált, és Jeruzsálem 1244-ben újfent muszlim kézre jutott. A német komplexum épületmaradványait hosszú ideig lakóhelyként hasznosították.
A német ispotály egykori léte és hozzávetőleges helye még a 19. században is ismert volt. A falmaradványokat az újkorban először a Palestine Exploration Fund megbízásából tevékenykedő C. F. Tyrwhitt-Drake, T. Chaplin és C. R. Ronder azonosította és írta le a Sancta Maria Alemannorumként 1872-ben. A jobb állapotban megmaradt nyugati szárny falai között ekkor családok laktak. A templomromok újrafelfedezésére 1968-ban került sor: az 1967-ben a jeruzsálemi óvárosban megkezdődött, nagyszabású régészeti vizsgálódások keretében tárták fel, miközben a Siratófalhoz tervezett új út vonaláról távolították el a romokat. A templomot és a déli csarnokot kiásták, az északi oldalán lévő építmény azonban feltáratlanul maradt. A. Ovadiah és E. Necer ásatását követően a jeruzsálemi városvezetés M. Ben Dovot bízta meg a Sancta Maria Alemannorum állagmegóvási munkálataival és részleges újjáépítésével: ennek során az omlásveszélyes falakat megerősítették, a keresztest követő korokból származó kiegészítéseket visszabontották. Ezután a területet régészeti parkként nyitották meg. 2009. február–augusztus között állagmegőrzést végeztek az épületkomplexumon, elsősorban az ispotály romjain.